# Barbara Plankensteiner
Barbara Plankensteiner (* 1963 in Bozen, Italien) ist eine Ethnologin und Museumsleiterin. Nach beruflichen Stationen am Weltmuseum in Wien und an der Yale University Art Gallery in den USA wurde sie im April 2017 als wissenschaftliche Leiterin des Museums am Rothenbaum – Kulturen und Künste der Welt (MARKK) in Hamburg benannt. Als Sprecherin der Benin Dialogue Group wurde sie 2021 mit der Koordination der Rückgaben von Benin-Bronzen in deutschen Museen beauftragt.

## Biografie
Nach dem Studium von Ethnologie und Philosophie an der Universität Wien wurde Plankensteiner 2002 am Institut für Kultur- und Sozialanthropologie, Institut für Afrikawissenschaften, promoviert. Von 1998 bis 2015 war sie am Weltmuseum Wien (bis 2013 Museum für Völkerkunde) beschäftigt, zuletzt als stellvertretende Direktorin und Chefkuratorin sowie Leiterin der Abteilung Afrika südlich der Sahara. Vom 22. Oktober 2010 bis 14. Februar 2011 zeigte das Museum für Völkerkunde die Ausstellung African Lace: a history of trade, creativity and fashion in Nigeria mit westafrikanischen Kleidungsstücken und Stoffen, die zum Teil seit den 1960er Jahren auch in Österreich (Vorarlberg) und der Schweiz hergestellt werden. Diese Ausstellung, zu der Plankensteiner und Nath Mayo Adediran, der Direktor der National Commission for Museums and Monuments in Nigeria, einen Katalog herausgegeben hatten, wurde anschließend auch im Nationalmuseum Lagos und im Nationalmuseum Ibadan gezeigt.
Ab 2015 war Plankensteiner Senior Curator an der Yale University Art Gallery. Im April 2017 übernahm sie von Wulf-Dietrich Köpke die wissenschaftliche Leitung des Museums für Völkerkunde in Hamburg, das 2018 in Museum am Rothenbaum – Kulturen und Künste der Welt (MARKK) umbenannt wurde.
Plankensteiner ist außerdem Mitbegründerin und seit 2018 Co-Sprecherin der Benin Dialogue Group, die sich für die Gründung eines Museums im nigerianischen Benin City einsetzt, das die heute in alle Welt verstreuten Kunstwerke aus dem ehemaligen Königreich Benin aufnehmen soll. Nach dem Beschluss deutscher Museumsexperten zur Rückgabe der Benin-Bronzen im April 2021 wurde Plankensteiner gemeinsam mit dem Präsidenten der Stiftung Preußischer Kulturbesitz, Hermann Parzinger, beauftragt, das Vorgehen der 20 betroffenen deutschen Museen zu koordinieren.

## Digital Beninonline Plattform
Im November 2022 berichteten das Magazin ARTnews und andere Medien, dass die Online-Plattform Digital Benin unter Federführung von Plankensteiner durch eine Anzahl von internationalen Museen erstellt wurde. Dabei sind sowohl Experten aus Nigeria (National Museum Lagos und Benin City National Museum) als auch von anderen afrikanischen und westlichen Institutionen beteiligt. Digital Benin listet 131 Institutionen aus 20 Ländern mit Kulturerbe aus Benin in ihren Sammlungen auf. Diese neue Online-Plattform ermöglicht es den Besuchern, sich über die Eigenschaften, den Standort und die Herkunft von mehr als 5.000 afrikanischen Kunstgegenständen zu informieren, darunter auch Landkarten, hochauflösende Bilder und die Titel der Werke in Englisch und der Edo-Sprache.

## Ausgewählte Veröffentlichungen
- mit Nath Mayo Adediran (Hrsg.) African Lace: A History of Trade, Creativity and Fashion in Nigeria. Gent: Snoeck, 2010. ISBN 978-94-6161-000-3.

- Benin. 5 continents (= Visions of Africa). Mailand 2010, ISBN 978-88-7439-410-4, S. 129 (englisch).